# Cantonul Lamure-sur-Azergues
Cantonul Lamure-sur-Azergues este un canton din arondismentul Villefranche-sur-Saône, departamentul Rhône, regiunea Rhône-Alpes, Franța.

## Comune
- Chambost-Allières
- Chénelette
- Claveisolles
- Grandris
- Lamure-sur-Azergues (reședință)
- Poule-les-Écharmeaux
- Ranchal
- Saint-Bonnet-le-Troncy
- Saint-Nizier-d'Azergues
- Thel